# Zoë Papaikonomou

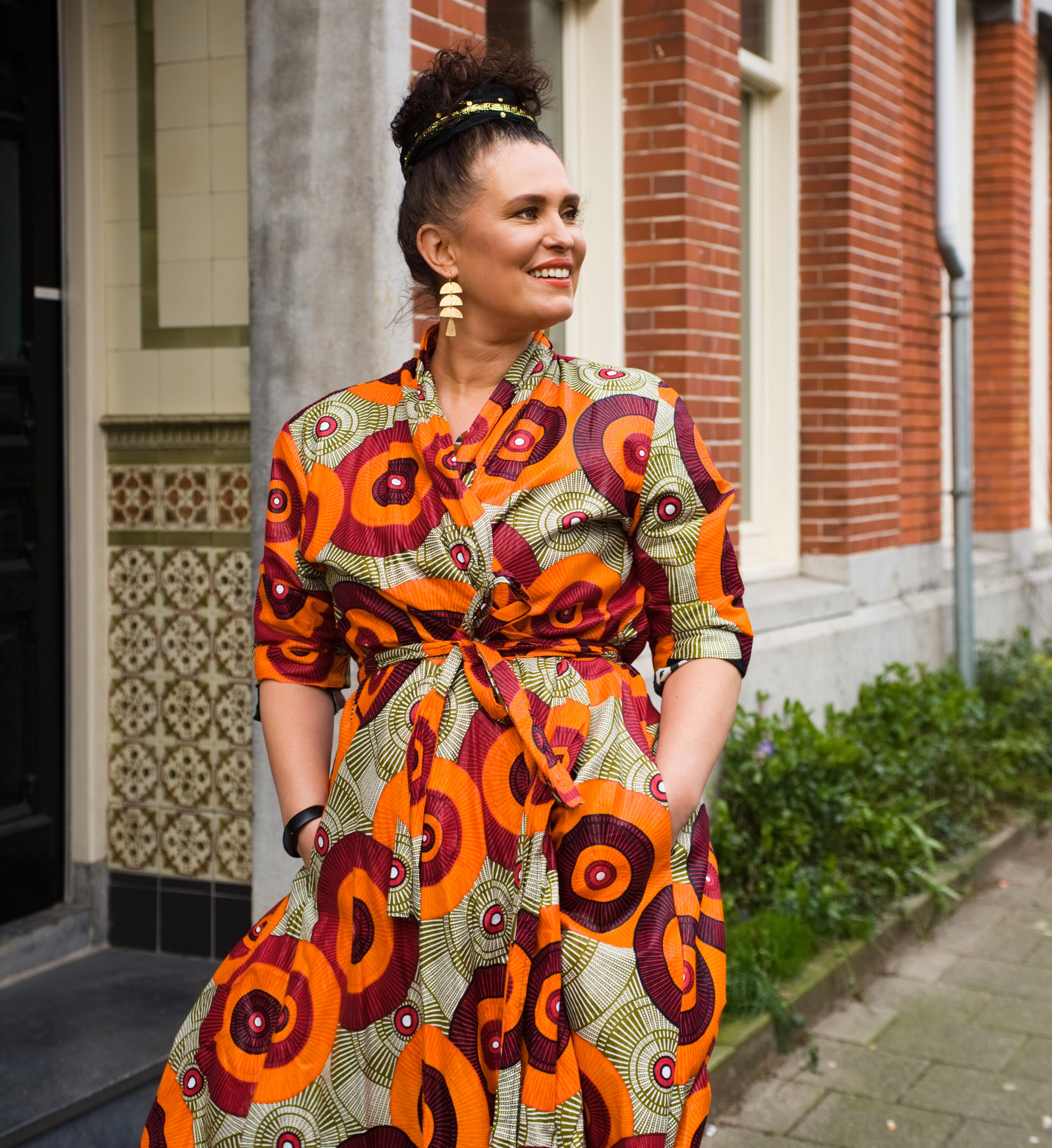
Zoë Papaikonomou in maart 2024 (foto door Rui Jun Luong)

Zoë Papaikonomou (Brussel, 1982, uitspraak Papa-i-ko-nó-moe) is een Nederlands onderzoeksjournalist, docent, schrijver en podcastmaker. Ze is actief op sociale media, met name op LinkedIn, waar ze op persoonlijke titel en vanuit de podcast Bonte Was (die ze sinds 2019 maakt, samen met One'sy Muller) kritische berichten plaatst, met name over de rol van media om de macht kritisch te bevragen in plaats van "een doorgeefluik van de macht" te zijn.

## Biografie
Papaikonomou heeft een Nederlandse moeder en een Griekse vader en woonde als kind achtereenvolgens in België, vervolgens in Molenwijk (Amsterdam-Noord) en vanaf haar tiende aan de Wibautstraat (Amsterdam-Oost). Na het gymnasium studeerde ze geschiedenis en Arabisch aan de Rijksuniversiteit Groningen. Ze ging de journalistiek in uit rechtvaardigheidsgevoel. Ze was als stagiair bij de Amsterdamse televisiezender AT5 en kwam daar vervolgens als verslaggever in dienst. Bij de zender vertelde ze "verhalen uit de stad die nog weinig aandacht kregen".
Papaikonomou pleit voor een grotere diversiteit in de media, zowel bij de journalisten en redactiemedewerkers als bij de mensen die aan het woord komen als 'de stem van het volk' en als experts; het gebrek aan diversiteit in de media heeft een "gepolariseerde beeldvorming en daaruit voortvloeiend verscherpte verhoudingen in de samenleving" tot gevolg. In 2014 richtte ze het bedrijf Diversity Media op, dat als doel heeft die diversiteit te vergroten. Ze stelt dat de media een belangrijke machtspositie hebben en onvoldoende werken aan zelfreflectie op het gebied van uitsluiting en discriminatie. Volgens haar hebben media er belang bij "zaken soms wat steviger neer te zetten", en zou het goed zijn als journalisten zich daarvan bewust zijn en hier ook journalistieke aandacht aan geven.
Ze is actief op sociale media, met name op LinkedIn, waar ze op persoonlijke titel en vanuit de podcast Bonte Was (die ze sinds 2019 maakt, samen met One'sy Muller) kritische berichten plaatst, waar ze media wijst op hun rol om, als de vierde macht, naast de traditionele trias politica, de macht kritisch te bevragen in plaats van "een doorgeefluik van de macht" te zijn. Ze plaatst vaak schermafbeeldingen van krantenkoppen, en geeft alternatieven, bijvoorbeeld als het gaat over femicide, seksueel geweld en de genocide in Gaza. In haar berichten over krantenkoppen noemt ze bewust niet de naam van de journalist die het betreffende stuk heeft geschreven, omdat die meestal niet de kop bedenken. Volgens Papaikonomou is het belangrijk om kritisch om te gaan met journalistiek; zelf zei ze hierover in een interview in 2025: "Ik doe dit juist uit liefde en respect voor het vak. We hebben kritische media hard nodig om de macht te controleren. Media worden echter de vierde macht genoemd, dus wie controleren en corrigeren de media? Dat doen nieuwsconsumenten."
Ze was docent Journalistiek aan de hogeschool Windesheim en heeft onder andere geschreven voor Nieuw Wij en Republiek Allochtonië. Bij Nieuw Wij was ze 'verslaggever superdiversiteit'. Ze interviewde bijvoorbeeld Lotte van den Berg en Sheralynn Adriaansz over de reeks van zes gesprekken die zij en anderen begeleidden in 2019 bij het Wereldmuseum Amsterdam onder de titel Ongemakkelijke gesprekken.
Samen met organisatieantropoloog Annebregt Dijkman schreef Papaikonomou het boek 'Heb je een boze moslim voor mij?' - Over inclusieve journalistiek (2018), over het gebrek aan diversiteit in de media. Voor dit boek interviewden ze 62 journalisten, opiniemakers en deskundigen, van wie de meesten een migratieachtergrond hebben, en deden ze onderzoek bij De Correspondent.
Voor het boek De inclusiemarathon - Over diversiteit en gelijkwaardigheid op de werkvloer (2021), dat ze schreef met Kauthar Bouchallikht, interviewden ze 41 diversiteitsprofessionals over wat wel en niet goed werkt als organisaties de gelijkwaardigheid, diversiteit en inclusie willen vergroten. Het boek werd in 2022 uitgeroepen tot het Managementboek van het Jaar. In dat jaar publiceerden Papaikonomou en Bouchallikht ook een driedelige podcast als vervolg op het boek, met interviews met journalist en schrijver Joris Luyendijk en adviseur voor biculturele professionals Astrid Elburg. Van het boek is in 2023 ook een uitgebreide samenvatting in het Engels gepubliceerd The Inclusion Marathon - On Diversity and Equity in the Workplace door vertaler Elodie Kona (ISBN 9789048558391).
Zelf zei ze over het thema van het boek: "Het is geen gezellig onderwerp: het gaat over uitsluiting – over discriminatie, racisme, seksisme, enzovoorts. Als je dat bedekt met de mantel der liefde, is dat juist heel liefdeloos voor de mensen die aan het kortste eind trekken" en "mensen denken dat diversiteit over de ander gaat. Over gemarginaliseerde groepen. Nee, juist niet. Het gaat over ons allemaal.(...) Op het moment dat we allemaal beseffen dat we met elkaar verweven zijn, gaat gelijkwaardigheid ons allemaal aan. (...) Ook stap je dan uit de machtsverhouding van iemand helpen. Zeker wanneer dat helpen draait om precies hetzelfde te worden of te doen."
Papaikonomou is de maker en presentator van verschillende podcasts, naast de podcast bij het boek De Inclusiemarathon onder andere de serie Bonte Was (sinds 2019, samen met One'sy Muller), de zesdelige serie Genderful World (2020, behorend bij de expositie What a Genderful World van het Wereldmuseum Amsterdam) en Nu Even Wel (2020-2021), een zesdelige serie van het Kennispunt Burgerschap voor docenten in het MBO over diversiteit in de klas.
Ze was in 2018 een van de ondertekenaars van de open brief waarin de schrijvers politici oproepen te stoppen met "het inspelen op xenofobie en racisme". Samen met onder anderen Natasja Gibbs en Nadia Zerouali nam ze in 2020 initiatief tot het manifest 'Stop Racisme in de Media', met ruim 300 ondertekenaars, waar onder andere in stond dat de "Black Lives Matter-beweging velen wakker heeft geschud over institutioneel racisme en uitsluiting in verschillende delen van de samenleving".
Van 2017 tot begin 2021 was Papaikonomou secretaris van het Huis van Gedichten, een literaire educatie-instelling in Den Haag voor leerlingen in het primair onderwijs, voortgezet onderwijs, (V)MBO en het speciaal onderwijs.
Het boek Ongemakkelijke gesprekken - Survivalgids - van vergadering tot familiefeest, op 7 november 2024 gepubliceerd door uitgeverij Nieuw Amsterdam, schreef Papaikonoumou samen met Hodo Abdullah, Rixt Hulshoff Pol, Elodie Kona en Papaikonomou. De auteurs hebben achttien mensen gesproken ("van activist tot huisarts") over dit thema, onder wie Jerry Afriyie, Tinkebell, Japke-d. Bouma, Maurits de Bruijn en Mounir Samuel.
Van 11 februari tot en met 15 maart 2025 was er bij Kade40 in Vlaardingen een expositie van haar LinkedIn-berichten onder de titel Taal is een spiegel van (on)gelijkwaardigheid. Aangezien iemand op sociale media op de aankondiging van de expositie had gereageerd met "Dit is geen kunst, maar woke lulkoek", serveerde ze bij de opening als ludieke actie 'woke lulkoekjes', een idee van One'sy Muller.
Papaikonomou ontving op 7 maart 2025 de eerste Vrouw in de Media Impact Award vanwege de creatieve manier waarop ze discriminatie en machtsmisbruik aankaart.

## Appendix
- Gemeinsame Normdatei: 1304723313
- International Standard Name Identifier: 0000 0004 6472 1667
- Library of Congress Control Number: no2022074123
- Nederlandse Thesaurus van Auteursnamen: 417260415
- Virtual International Authority File: 65152501165010682043